# Vernietigen (roman)
Vernietigen  (oorspronkelijke Franse titel: Anéantir) is een roman van Michel Houellebecq uit 2022, die een jaar later in het Nederlands verscheen bij De Arbeiderspers. De roman gaat over een hooggeplaatst ambtenaar op het Franse ministerie van Economische Zaken, die zijdelings betrokken is bij de Franse presidentsverkiezingen van 2027 en tegelijkertijd ingrijpende veranderingen ondergaat in zijn leven.

## Inhoud

### Personages
- Paul Raison: hoofdpersoon (raison betekent: rede); hoge ambtenaar bij het Ministerie van Economische Zaken in Parijs
- Prudence: echtgenote van Paul; ambtenaar bij hetzelfde ministerie; aanhangster van de wicca-religie
- Bruno Juge: minister van Economische Zaken en potentieel presidentskandidaat; personage gebaseerd op de met Houellebecq bevriende politicus en schrijver Bruno Le Maire (juge betekent: rechter; maire: burgemeester); Paul is zijn vertrouwenspersoon
- Édouard Raison: vader van Paul; gepensioneerd hooggeplaatst medewerker van de Franse Binnenlandse Veiligheidsdienst (DGSI)
- Suzanne Raison: overleden echtgenote van Édouard en moeder van Paul; gerenommeerd kunstrestaurator; beeldend kunstenaar
- Madeleine: nieuwe partner van Édouard
- Cécile Raison: zuster van Paul; huisvrouw en kokkin; overtuigd katholiek
- Hervé: echtgenoot van Cécile; werkloos notaris, later verzekeringsagent; is actief geweest binnen het Bloc identitaire
- Anne-Lise: dochter van Cécile en Hervé; studente en gelegenheidsprostituée
- Aurélien Raison: jongere broer van Paul en Cécile; evenals zijn moeder kunstrestaurator; wil scheiden van Indy maar komt moeilijk tot beslissing
- Indy: echtgenote van Aurélien; journaliste; gehaat door de hele familie Raison
- Maryse: nieuwe vriendin van Aurélien, uit Benin geëmigreerde ziekenverpleegster
- 'de president': niet met name genoemde, zittende president, die na twee termijnen onverkiesbaar is, maar daarna weer wil terugkomen; personage gebaseerd op Emmanuel Macron.
- Benjamin Sarfati: populaire tv-presentator die door de aftredende president naar voren geschoven wordt als presidentskandidaat; personage gebaseerd op Cyril Hanouna
- dokter Nakkache: oncoloog
- prof. Bokobza: gerenommeerd chirurg
- twee artsen, die door Paul als Jansen en Janssen worden aangeduid

### Verhaallijn
Het is november 2026 en de Franse presidentsverkiezingen komen eraan. Paul Raison heeft een hoge functie op het Ministerie van Economische Zaken (Ministère de l’Économie, des Finances et de la Souveraineté industrielle et numérique). Hij is de vertrouweling van zijn directe baas, de minister van Economische Zaken, Paul Juge. Deze is er in enkele jaren in geslaagd de Franse economie weer tot bloei te brengen, hoewel die bloei niet iedereen ten goede komt. Op internet duiken in deze periode geheimzinnige video's op; de eerste toont de zeer realistisch in scène gezette onthoofding van Juge; de tweede een terreuraanval op een Chinees vrachtschip, die ook werkelijk blijkt te hebben plaatsgevonden.
Nadat zijn in de Beaujolais wonende vader is getroffen door een herseninfarct, neemt Paul enkele dagen verlof om zich met familieaangelegenheden bezig te houden, iets waarvoor hij voorheen geen aandacht had. Aanvankelijk wordt zijn vader, die nauwelijks met de buitenwereld kan communiceren, goed verzorgd in een speciale kliniek, maar al snel verslechtert de zorg door bezuinigingen en rationalisering. Vervolgens ontvoert de familie Raison, in samenwerking met een schimmige groepering die banden heeft met de identitaire beweging, hun vader uit de kliniek om hem in zijn eigen huis een waardig levenseinde te gunnen. De ontvoering wordt echter door de vrouw van Pauls jongere broer Aurélien in de publiciteit gebracht, die daarmee wraak neemt op diens voornemen om te scheiden. Aurélien pleegt daarna zelfmoord. Paul gaat op aanraden van minister Juge een tijd met verlof, ook om de politieke ambities van zijn vriend niet in gevaar te brengen.
Bruno Juge wordt door de terugtredende president naar voren geschoven om de vrij onbenullige presidentskandidaat van de regeringspartij, tv-persoonlijkheid Benjamin Sarfati, te ondersteunen. Juge slaagt daar zo goed in dat hij Sarfati in de verkiezingscampagne volledig overvleugeld. Niet minder populair is echter de jonge, gevatte kandidaat van de voornaamste tegenstander, het Rassemblement national, die in de eerste verkiezingsronde het voortouw neemt. Een nieuwe terreuraanval op een boot met vluchtelingen, waarbij vijfhonderd slachtoffers vallen, werkt echter in het voordeel van de regeringspartij, waardoor het duo Sarfati-Juge met gemak de tweede ronde wint.
Paul, die zijn verlof gebruikt om de relatie met zijn vrouw Prudence te verbeteren, wordt na jarenlange verwaarlozing van zijn gebit steeds meer geplaagd door kiespijn. Een bezoek aan de tandarts leidt tot de vaststelling dat hij mondholtekanker in een ver gevorderd stadium heeft. Een operatie, die de verwijdering van zijn onderkaak en een deel van zijn tong behelst, wijst hij af, ook na tussenkomst van Juge, die hem in contact brengt met de beste chirurg op dat gebied. Een moeizaam traject van bestralingen en chemotherapie in het Parijse Hôpital de la Salpêtrière volgt, maar de verhoopte verbetering blijft uit. Tegelijkertijd is zijn relatie met Prudence beter dan ooit, ook fysiek, ondanks zijn verslechterende conditie.

### Citaten
Enkele aforismen uit Vernietigen:
- "Je kunt je nooit voorstellen hoe weinig het leven van de mensen doorgaans inhoudt, ook als je zelf tot die ‘mensen’ behoort, en dat is altijd min of meer het geval."
- "Je kunt zonder reden bestaan, dat is zelfs het meest voorkomende geval."
- "Elk leven is in mindere of meerdere mate een levenseinde."
- "Drank maakt bijna alles draaglijk, dat is trouwens een van de voornaamste problemen van drank."

## Publicatie
Anéantir verscheen in Frankrijk op 7 januari 2022 in een oplage van 300.000 exemplaren. Enkele weken eerder, op 17 december 2021, verspreidde de uitgever Flammarion kopieën van het boek onder de pers met het uitdrukkelijke verzoek niets te publiceren voor 30 december 2021, één week voor de verschijning. Toch werden meteen na 17 december al pagina's uit het boek openbaar gemaakt en via sociale media gedeeld. Op 21 december circuleerde al een complete digitale kopie, waarschijnlijk door iemand gescand, aangezien geen digitale versies waren verstrekt.
De Italiaanse, Griekse en Duitse vertalingen verschenen nog in dezelfde week als de Franse. De Nederlandse vertaling, van de vaste Houellebecq-vertaler Martin de Haan, volgde op 10 maart 2023 bij De Arbeiderspers. De eerste druk bestond uitsluitend uit hardcovers (met stofomslag, kapitaalband en leeslint). Het boek verscheen tevens als E-boek. Vernietigen stond in maart en april 2023 zes weken in de Nederlandse Bestseller 60 met als hoogste positie nr. 4, tevens de hoogste notering van een werk van Houellebecq ooit.
| Boeken met noteringen in de Nederlandse Bestseller 60 | Jaar van verschijnen | Datum van binnenkomst | Hoogste positie | Aantal weken | Opmerkingen |
| ----------------------------------------------------- | -------------------- | --------------------- | --------------- | ------------ | ----------- |
| Vernietigen                                           | 2023                 | 15-03-2023            | 4               | 6            |             |

De titel van de roman verwijst vermoedelijk naar de levens van de hoofdpersoon en andere personages, die door ziekte en ouderdom gesloopt worden. Anderzijds neemt het boek stelling tegen het wegstoppen van zieken en ouderen, die niet meer als relevant worden gezien. De suïcide van Aurélien Raison wordt door de anderen als een impulsieve, zwakke en onzinnige daad gezien. Ook de terreuraanslagen, die aanvankelijk zonder slachtoffers blijven, eindigen in een zinloos bloedbad.
In de Dankbetuiging, waarmee het boek eindigt, kondigt Houellebecq aan dat het „tijd om te stoppen“ is. Niet duidelijk is wat hij daarmee bedoelt.

### Uitgaven (selectie)

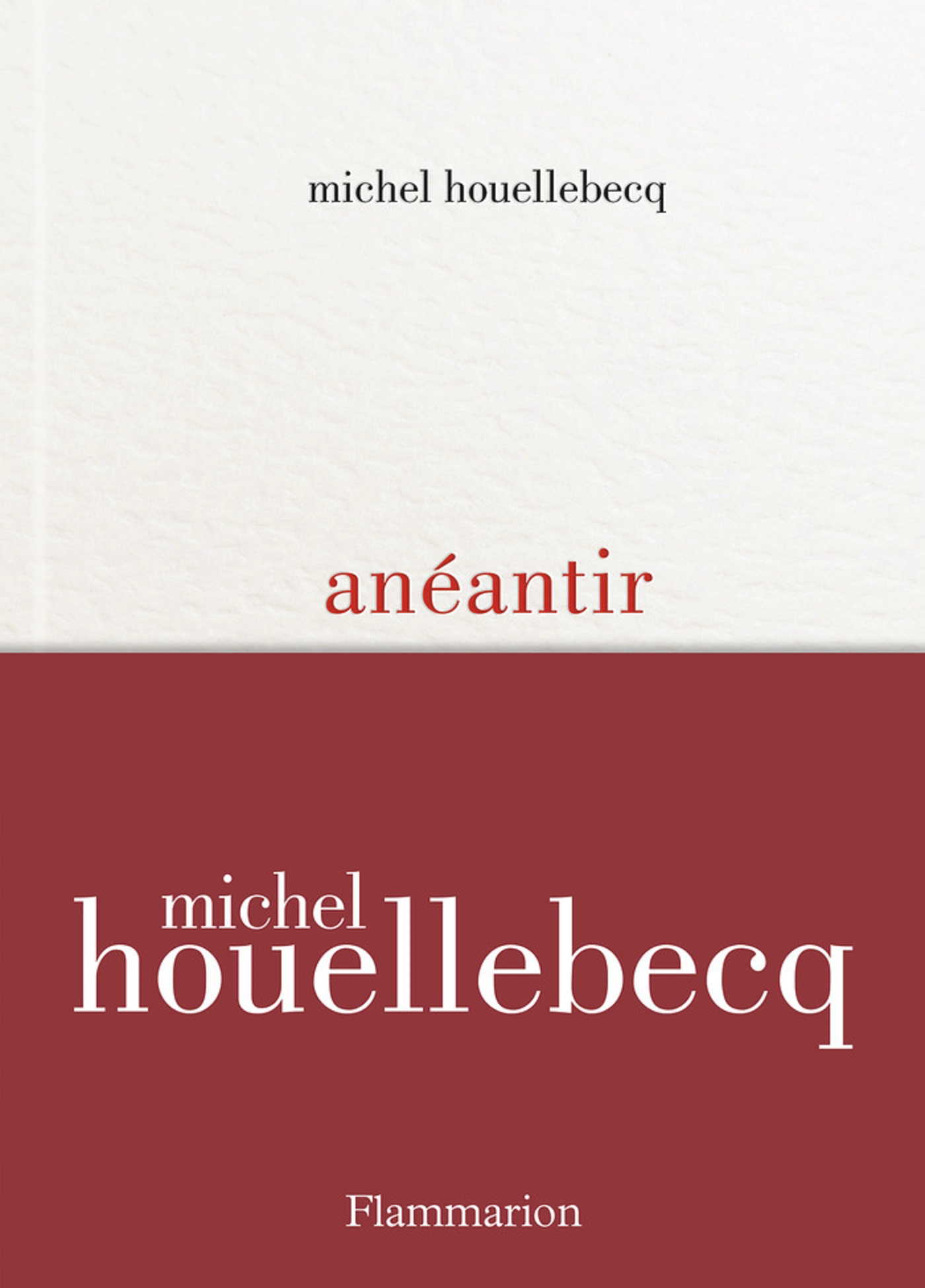
Omslag van de oorspronkelijke Franstalige uitgave

- (fr)  Michel Houellebecq: Anéantir. Flammarion, Parijs (7 jan. 2022), ISBN 978-2-08-027153-2 (originele uitgave).
- (de)  Michel Houellebecq & Stephan Kleiner (vertaler): Vernichten. DuMont, Keulen (jan. 2022), ISBN 978-3-8321-8193-2
- (it)  Michel Houellebecq & Zemira Ciccimarra Milena (vertaalster): Annientare. La nave di Teseo, Milaan (jan. 2022), ISBN 978-88-346-0941-5
- (es)  Michel Houellebecq & Jaime Zulaika (vertaler): Aniquilación. Anagrama, Barcelona (2022), ISBN 978-84-339-8121-9
- (nl)  Michel Houellebecq & Martin de Haan (vertaler): Vernietigen. De Arbeiderspers, Amsterdam (maart 2023), ISBN 978-90-295-4588-4
- (en)  Michel Houellebecq & Shaun Whiteside (vertaler): Annihilation. Picador, Londen / Farrar, Straus & Giroux, New York (sept. 2024)[6]

### Ontvangst
- De Franstalige pers reageerde verdeeld op Anéantir. De gematigd linkse krant Le Monde noemde het "een politieke thriller die zich beweegt in de richting van metafysische meditatie. [...] De meest aangrijpende pagina's van zijn roman zijn die waarin hij, te midden van alle eenzaamheid en verlatenheid, vluchtige gestes weet te maken die je doen huilen."[7] Het overwegend rechts-georiënteerde weekblad Marianne noemde het "een diepzinnige roman over ziekte, lijden, pijn en dood, die veel lezers zal verrassen en zelfs irriteren".[8] Lof was er zowel van de gematigd rechtse krant Le Figaro als van de linkse Libération, die beide de verhaallijn van de roman prezen. Andere linkse bladen, zoals L'Humanité, L'Obs en Les Inrockuptibles waren negatief in hun oordeel.[4] De Belgische Franstalige krant Le Soir zag niets nieuws onder de zon; Houellebecq is nog even minachtend over de menselijke soort als altijd, nog even terneergeslagen door ons onophoudelijke vermogen om te doen alsof we in het leven en in een soort toekomst geloven, nog even overtuigd als altijd dat onze beschaving in steil verval verkeert.[9]
- Ook de Duitstalige kritieken waren verdeeld. In de Süddeutsche Zeitung werd gesteld dat de roman vanwege zijn optimisme atypisch is voor het werk van Houellebecq. Politici, zoals Bruno Juge worden positief neergezet, sex is niet liefdeloos en ook de troostende kracht van literatuur (onder andere tijdens Pauls ziekte) worden benadrukt. De recensent van Deutschlandfunk Kultur sprak van een "een melancholische roman en wellicht ook het boek van een melancholicus". Michel Houellebecq nam weliswaar duidelijk stelling tegen aktieve euthanasie, ouderdomsdiscriminatie en validisme, maar desalniettemin vond de recensent de roman overladen, langdradig en deels onsamenhangend.
- In de Nederlandstalige pers waren de reacties overwegend positief. Marijke Arijs schreef in De Standaard over "een ongewoon melancholische roman over vergankelijkheid, eenzaamheid en wanhoop in een wereld zonder God." Margot Dijkgraaf noemde de roman in NRC Handelsblad "een Houellebecq-slow, [...] een roman als een zwanenzang, met een ondertoon van compassie." Henk Pröpper gaf het boek vijf sterren in de Volkskrant en schreef: "De meest liefdevolle en geestelijke ruimte scheppende roman die Michel Houellebecq ooit heeft geschreven."[10] Max Pam schreef in zijn column in dezelfde krant: "De laatste hoofdstukken van Vernietigen, de nieuwe Houellebecq, zijn huiveringwekkend. Zelden zoiets gelezen."[11] Ook Eline Verburg in De Telegraaf noemde de roman "onverwacht liefdevol".[12]